# Shanmei Shuiku
Shanmei Shuiku (kinesiska: 山美水库) är en reservoar i Kina. Den ligger i provinsen Fujian, i den sydöstra delen av landet, omkring 130 kilometer sydväst om provinshuvudstaden Fuzhou. Shanmei Shuiku ligger 87 meter över havet. Arean är 12,4 kvadratkilometer. I omgivningarna runt Shanmei Shuiku växer i huvudsak städsegrön lövskog. Den sträcker sig 9,1 kilometer i nord-sydlig riktning, och 5,9 kilometer i öst-västlig riktning.
Genomsnittlig årsnederbörd är 1 812 millimeter. Den regnigaste månaden är augusti, med i genomsnitt 329 mm nederbörd, och den torraste är oktober, med 13 mm nederbörd.